# Leptopelis modestus
Leptopelis modestus és una espècie de granota de la família dels hiperòlids que viu al Camerun, República Democràtica del Congo, Guinea Equatorial, Kenya, Nigèria i, possiblement també, a Uganda.
Està amenaçada d'extinció per la pèrdua del seu hàbitat natural.